# Amobi Okoye
(en) Statistiques sur pro-football-reference
Amobi Okoye, né le 10 juin 1987 dans l'État d'Anambra, probablement Lagos (Nigeria), est un joueur nigérian de football américain qui évolue au poste de defensive tackle.
Il refusa une bourse « classique » pour entrer à l'Université Harvard afin de jouer au meilleur niveau du football universitaire, en effet, les universités de la Ivy League n'offrent pas de bourses sportives. Il effectua sa carrière universitaire aux Cardinals de l'Université de Louisville.
Il fut drafté en 2007 à la 10e place (premier tour) par les Texans de Houston devenant à 19 ans, le plus jeune joueur à être drafté au premier tour. Il fut également le joueur drafté le plus haut originaire de l'Université de Louisville depuis la fusion AFL-NFL. Son contrat était de six ans. En jouant son premier match, il fut également le joueur le plus jeune à jouer en National Football League (NFL) depuis 1967.